# Mōryō Senki Madara 2
 (novembre 2015).
Si vous disposez d'ouvrages ou d'articles de référence ou si vous connaissez des sites web de qualité traitant du thème abordé ici, merci de compléter l'article en donnant les références utiles à sa vérifiabilité et en les liant à la section « Notes et références ».
Mōryō Senki Madara 2 (魍魎戦記 MADARA 2) est un jeu vidéo de rôle à thème de mythologie japonaise. Le jeu a été développé et édité par Konami pour la SNES. Il est sorti uniquement au Japon le 16 juillet 1993,. Il s'agit du deuxième opus de la série Mōryō Senki Madara tiré du manga Madara (1987, 2008 pour la traduction française) de Eiji Ōtsuka et l'anime (1991) qui a fait suite.

## Synopsis
Dans un monde parallèle, l'empereur maléfique Miroku fait couper en morceaux son propre fils Madara de peur que celui-ci soit, selon la prophétie, le jeune guerrier qui doit le détrôner. Madara est recueilli par un forgeron et grandit avec des membres artificielles. Après avoir appris sa vraie origine, il se promet de vaincre son père l'Empereur.
Pendant ce temps, sur Terre, alors que l'adolescent Kamishiro et sa petite amie Subaru visite un sanctuaire, ils rencontrent la Princesse Sakuya qui leur demande d'aller dans le monde parallèle pour aider Madara à vaincre son père l'Empereur Miroku.

## Système de jeu
Le jeu est en vue aérienne aux combats au tour par tour.

## Série
1. Mōryō Senki Madara (1990, NES)   - J
2. Mōryō Senki Madara 2 (1993, Super Nintendo)   - J